# Rutland (Vermont)
Rutland ist eine Town im Rutland County des Bundesstaates Vermont in den Vereinigten Staaten mit 3924 Einwohnern (laut Volkszählung von 2020).

## Geografie

### Geografische Lage
Rutland liegt im Zentrum des Rutland Countys und westlich der Green Mountains im breiten Tal des Otter Creeks. Das Gelände der Town ist, vor allem im Norden hügelig, jedoch ohne nennenswerte Erhebungen. Im Zentrum der Town Rutland befindet sich Rutland City.

### Nachbargemeinden
Alle Entfernungen sind als Luftlinien zwischen den offiziellen Koordinaten der Orte aus der Volkszählung 2010 angegeben.
- Norden: Pittsford, 11 km
- Nordosten: Chittenden, 14 km
- Osten: Mendon, 6 km
- Süden: Clarendon, 10 km
- Westen: West Rutland, 6 km
- Nordwesten: Proctor, 6 km

### Klima
Die mittlere Durchschnittstemperatur in Rutland liegt zwischen −6,7 °C (20 °Fahrenheit) im Januar und 21,7 °C (71 °Fahrenheit) im Juli. Damit ist der Ort gegenüber dem langjährigen Mittel der USA um etwa 10 Grad kühler. Die Schneefälle zwischen Oktober und Mai liegen mit mehr als zwei Metern erheblich höher als die mittlere Schneehöhe in den USA, die tägliche Sonnenscheindauer liegt am unteren Rand des Wertespektrums der USA. Im Zeitraum von Mitte Oktober bis Mitte Dezember sogar erheblich darunter.

## Geschichte
Rutland wurde am 7. September 1761 durch Benning Wentworth zur Besiedlung ausgerufen. Das Areal bestand aus besonders gutem Weide- und Farmland, dessen Zugehörigkeit von Beginn an umstritten war: auch der Staat New York hatte es zur Besiedlung ausgerufen. Erst der Unabhängigkeitskrieg (1775–1783) drängte die Frage in den Hintergrund.

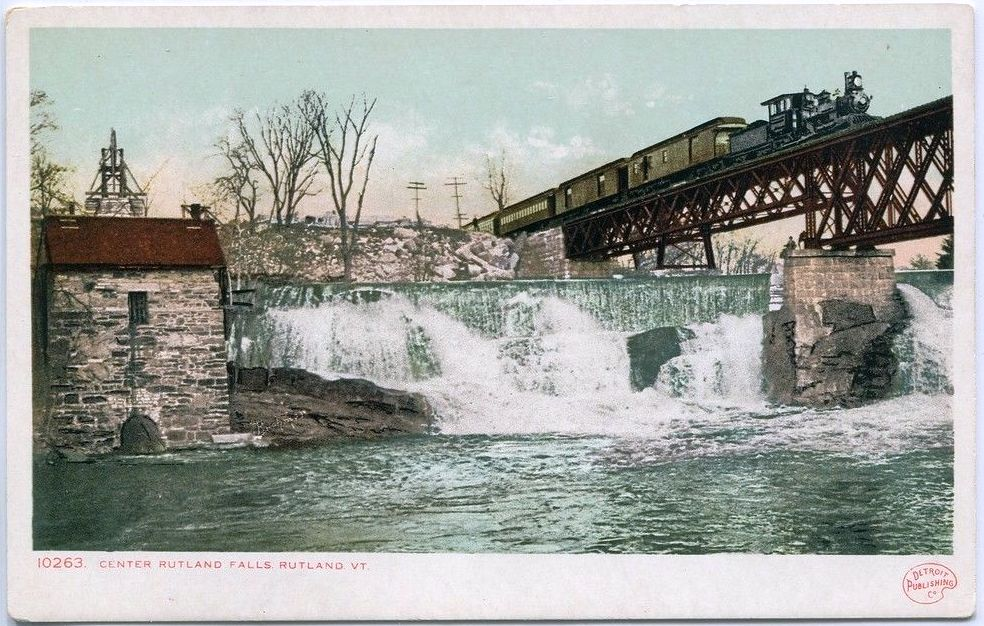
Center Rutland Falls, etwa 1905

Die Entdeckung von Marmorlagerstätten um 1840 und die Erschließung des Areals mit der Eisenbahn, die Rutland ab 1849 als Rutland Railway über die Bahnstrecke Bellows Falls–Burlington in alle vier Himmelsrichtungen mit den wichtigen Orten der Ostküste und Neuenglands verband, machten die Gegend sehr schnell von einem rein landwirtschaftlichen Gebiet, das besonders für seine Merinoschafe bekannt war, zu einem industriellen Zentrum. Zwischen 1850 und 1880 vervierfachte sich die Bevölkerung Rutlands. 1885 wurde die Straßenbahn Rutland eröffnet, die bis Ende 1924 den öffentlichen Nahverkehr der Stadt sicherstellen sollte.
Die rasante Entwicklung führte zur Aufspaltung des ursprünglichen Gebiets in vier Bereiche: 1886 wurden West Rutland und Proctor mit den großen Marmorbrüchen eigenständig, der Hauptort Rutland und sein Eisenbahnknoten wurde zum village, noch ohne eigene Verwaltung. Dies wurde 1892 nachgeholt: der Hauptort wurde zur eigenständigen city ernannt. Innerhalb von sechs Jahren hatte Rutland damit nicht nur die Hälfte seiner Fläche und drei Viertel seiner Bevölkerung abgegeben, sondern auch die wichtigsten Marmorbrüche und sein industrielles Zentrum.
Der langsame wirtschaftliche Niedergang des Hauptortes im Zuge der Weltwirtschaftskrise ab 1929 und nach dem Zweiten Weltkrieg ließen der town Rutland nur noch den ursprünglichen Wirtschaftszweig übrig: das fruchtbare Land. Heute ist Rutland wieder ein vorrangig landwirtschaftlich genutztes Gebiet ohne große Industrieansiedlungen.

### Einwohnerentwicklung
| Volkszählungsergebnisse – Town of Rutland, Vermont | Volkszählungsergebnisse – Town of Rutland, Vermont | Volkszählungsergebnisse – Town of Rutland, Vermont | Volkszählungsergebnisse – Town of Rutland, Vermont | Volkszählungsergebnisse – Town of Rutland, Vermont | Volkszählungsergebnisse – Town of Rutland, Vermont | Volkszählungsergebnisse – Town of Rutland, Vermont | Volkszählungsergebnisse – Town of Rutland, Vermont | Volkszählungsergebnisse – Town of Rutland, Vermont | Volkszählungsergebnisse – Town of Rutland, Vermont | Volkszählungsergebnisse – Town of Rutland, Vermont |
| Jahr                                               | 1700                                               | 1710                                               | 1720                                               | 1730                                               | 1740                                               | 1750                                               | 1760                                               | 1770                                               | 1780                                               | 1790                                               |
| -------------------------------------------------- | -------------------------------------------------- | -------------------------------------------------- | -------------------------------------------------- | -------------------------------------------------- | -------------------------------------------------- | -------------------------------------------------- | -------------------------------------------------- | -------------------------------------------------- | -------------------------------------------------- | -------------------------------------------------- |
| Einwohner                                          |                                                    |                                                    |                                                    |                                                    |                                                    |                                                    |                                                    |                                                    |                                                    | 1.407                                              |
| Jahr                                               | 1800                                               | 1810                                               | 1820                                               | 1830                                               | 1840                                               | 1850                                               | 1860                                               | 1870                                               | 1880                                               | 1890                                               |
| Einwohner                                          | 2.125                                              | 2.379                                              | 2.369                                              | 2.753                                              | 2.708                                              | 3.715                                              | 7.577                                              | 9.834                                              | 12.149                                             | 11.760                                             |
| Jahr                                               | 1900                                               | 1910                                               | 1920                                               | 1930                                               | 1940                                               | 1950                                               | 1960                                               | 1970                                               | 1980                                               | 1990                                               |
| Einwohner                                          | 1.109                                              | 1.311                                              | 1.270                                              | 1.387                                              | 1.350                                              | 1.416                                              | 1.542                                              | 2.248                                              | 3.300                                              | 3.781                                              |
| Jahr                                               | 2000                                               | 2010                                               | 2020                                               | 2030                                               | 2040                                               | 2050                                               | 2060                                               | 2070                                               | 2080                                               | 2090                                               |
| Einwohner                                          | 4.038                                              | 4.054                                              | 3.924                                              |                                                    |                                                    |                                                    |                                                    |                                                    |                                                    |                                                    |

## Wirtschaft und Infrastruktur

### Verkehr
Rutland wird durch den U.S. Highway 7, der von Norden nach Süden durch die Ortschaft führt, mit Pittsford im Norden und Clarendon im Süden verbunden. Der U.S. Highway 4 zweigt im Süden vom Highway 7 ab und führt nach West Rutland. In Rutland gibt es eine Station der Amtrak.

### Öffentliche Einrichtungen
Das nächstgelegene Krankenhaus ist das Rutland Regional Medical Center in Rutland.

### Bildung
Rutland gehört zum Rutland Central Supervisory Union. In Rutland befindet sich die Rutland Town Elementary School. Die Schule bietet Klassen vom Kindergarten über den Grundschulbereich bis zur Mittelschule mit dem achten Schuljahr. Zudem gehört eine Bücherei zur Schule.

## Persönlichkeiten

### Söhne und Töchter der Stadt
- John Deere (1804–1886), Hufschmied, Erfinder des Stahlpflugs und Firmengründer
- James Meacham (1810–1856), Politiker und Abgeordneter im Repräsentantenhaus
- John B. Page (1826–1885), Gouverneur von Vermont
- Percival W. Clement (1846–1927), Gouverneur von Vermont
- Charles Manley Smith (1868–1937), Gouverneur von Vermont
- Lewis Sheldon (1874–1960), Leichtathlet
- Richard Sheldon (1878–1935), Leichtathlet
- Lawrence C. Jones (1893–1972), Politiker und Attorney General von Vermont
- Rick Chaffee (* 1945), Skirennläufer
- Jeffrey Amestoy (* 1946), Vermont Attorney General und Oberster Richter am Vermont Supreme Court
- Leslie Smith (* 1958), alpine Skirennläuferin
- Suzy Chaffee (* 1946), Skirennläuferin, Freestyle-Skierin und Schauspielerin
- Chuck Martin (* 1967), Freestyle-Skier
- Dan Tyminski (* 1967), Musiker
- Sophie Caldwell Hamilton (* 1990), Skilangläuferin

### Persönlichkeiten, die vor Ort gewirkt haben
- Jesse Buel (1778–1839), Zeitungsverleger und Politiker
- Charles K. Williams (1782–1853), Politiker und Gouverneur von Vermont
- Solomon Foot (1802–1866), Kongressabgeordneter
- Frank C. Partridge (1861–1943), US-Senator